# La donna delle Azzorre
La donna delle Azzorre è un romanzo di Romana Petri vincitore del Premio Grinzane Cavour nel 2002.

## Edizioni
- La donna delle Azzorre, Casale Monferrato, Piemme, 2001.
- (EN) The Flying Island, traduzione di Sharon Wood, New York, Toby Press, 2003, ISBN 9781902881645.